# 女子教育
女子教育（じょしきょういく、英語: Female education）は、女子に対する教育のことである。
女子は人間であり、本質的には、女子教育は教育の基本原則である「人間の可能性を一人一人の中から引き出し、能率的・効果的に成長を促す」ものであるべきであるが、諸要因によりこの原則は達成されていない。また、女子が人間であるからといって、男女の性差を無視してまったく同じ教育を施してもよいとは一概にはいえない。保健体育などがその例とされる。

## 世界の状況

### 欧米
中世ヨーロッパでは修道女学校が存在したが、修道女の育成が目的であり、一般庶民の女性が教育を受ける場は存在しなかった。この頃、イタリアのヴィットリーノ・ダ・フェルトレ
フランスでは14世紀に女子教育論の文献が出され、フランス革命期にはシャルル＝モーリス・ド・タレーラン＝ペリゴールやコンドルセらが女子教育を支持した。1850年3月15日の法律（ファルー法）によって女子初等教育が義務化され、1880年12月21日の法律（カミーユ・セー法）によって女子中等教育体制が確立した。教育者エリザ・ルモニエは1862年にフランス初の女子職業教育学校を設立した。
ドイツではフランスに影響を受け、17世紀末にフランケ学院に女子の中等教育機関が設置された。また同時期の教育学者・コメニウスは以下のように述べ、男子同様に女子にも教育が必要であると主張した。
18世紀前半にはイギリスのダニエル・デフォーが「この世界で最も野蛮な習慣の一つは、女子の学問の利益を否定することだ」と主張した。一方でサミュエル・ジョンソンは「男というものは、一般には、食卓の上で御馳走にありつける方が、自分の妻がギリシア語を話すことよりも喜ぶものだ」といったようにすべての人に女子教育の必要性・重要性が一般認識であったわけではなかった。アメリカでは、1833年にオベリン・カレッジ（オーバリン大学）が男女共学を採用、1841年に同校が大学がBachelor of Arts（教養学士）の学位を与えるなど世界的に見て女子への高等教育の門戸を開いたのは早かった。イギリスで大学が女子の入学を認めたのは1841年でロンドン大学のクインズ・コレジが最初である。

### アフガニスタン
2021年、かつて自由な女子教育を否定していたターリバーンが復権。教育相は会見の中で女子教育の必要性を否定しなかったが、中等教育（日本の中学校、高等学校）ではイスラム法に沿って男女別に教育の場を分ける必要があること、女子の通学には自動車などの男子と異なる通学手段を確保しなければならないこと、こうした教育環境を整えるには資金が圧倒的に不足していることを説明。女子中等教育の再開の目途が立たない状況となっている。
その後、女子中等教育は再開されないまま、2022年3月には中等教育を受ける7年生以上の女子生徒の復学を禁じたほか、同年12月には女性の大学教育の停止を決定。実行に移した。

### アラブ諸国
アラブ諸国では2010年現在も女子教育が十分とはいえず、非識字が広がっており、2010年10月28日にはアラブ連盟の付属機関であるアラブ女性機構の第3回会議の場で女性への教育・訓練に力を入れるよう呼び掛けられた。また、女子教育への関心が女性の就業や社会発展に必ずしも結び付いていないことも問題視された。

### 女性の識字率
識字率は特定の国や地域の総人口に占める「識字者」の割合であり、経済・社会の発展と密接に関連する数値とされる。ただし、「識字者」の定義が国によって異なり、読み書き能力を問う場合、自己の名前を書けるかを問う場合などさまざまで、日本では就学率をもって識字率と見なしている。ゆえに、一概に比較できないことに注意を要する。
二宮書店発行の『データブック オブ・ザ・ワールド 2011年版』によれば、男性の方が女性よりも識字率の高い国が多いが、いくつかの国では女性の識字率が男性を上回っている。
以下に女性の識字率が男性の識字率より高い国を列挙する。（ただし、『データブック オブ・ザ・ワールド 2011年版』には識字率のデータが掲載されていない国がある（先進国など）。）なお、1990年の統計では、日本の女性識字率は99.7%、男性識字率は99.9%である。
| 国                       | 統計年 | 女性識字率 (%) | 男性識字率 との差 |
| ------------------------ | ------ | -------------- | ----------------- |
| アラブ首長国連邦         | 2005   | 91.5           | 2.0               |
| フィリピン               | 2008   | 93.9           | 0.6               |
| モルディブ               | 2007   | 97.1           | 0.1               |
| モンゴル                 | 2008   | 97.8           | 1.1               |
| セーシェル               | 2008   | 92.3           | 0.9               |
| ボツワナ                 | 2008   | 83.5           | 0.4               |
| レソト                   | 2008   | 95.1           | 12.5              |
| マルタ                   | 2004   | 93.5           | 2.3               |
| アンティグア・バーブーダ | 2008   | 99.4           | 1.0               |
| コスタリカ               | 2008   | 96.2           | 0.5               |
| ジャマイカ               | 2008   | 90.8           | 10.2              |
| セントルシア             | 2001   | 90.6           | 1.1               |
| バハマ                   | 2003   | 96.5           | 1.8               |
| ベリーズ                 | 2000   | 77.1           | 0.4               |
| アルゼンチン             | 2008   | 97.7           | 0.1               |
| ウルグアイ               | 2008   | 98.5           | 0.7               |
| コロンビア               | 2008   | 93.4           | 0.1               |
| チリ                     | 2008   | 98.7           | 0.1               |
| ブラジル                 | 2007   | 90.2           | 0.4               |
| トンガ                   | 2007   | 99.3           | 0.1               |
| マーシャル諸島           | 1999   | 93.7           | 0.1               |

## 日本の状況

### 明治以前
江戸時代は寺子屋が興隆を極め、江戸時代末には就学率は7割を超えた。女子限定の寺子屋もあったが多くは男女共学（寺子屋によっては席を分けるなどの配慮はあったようである）で多くの女子が「読み・書き・そろばん」の教育を受けた。上流階層の女性には読書、習字、和歌、女礼、琴、生花、茶、絵画などが身だしなみとして学ばれていた。

### 明治維新後

#### 国の指針と教育制度

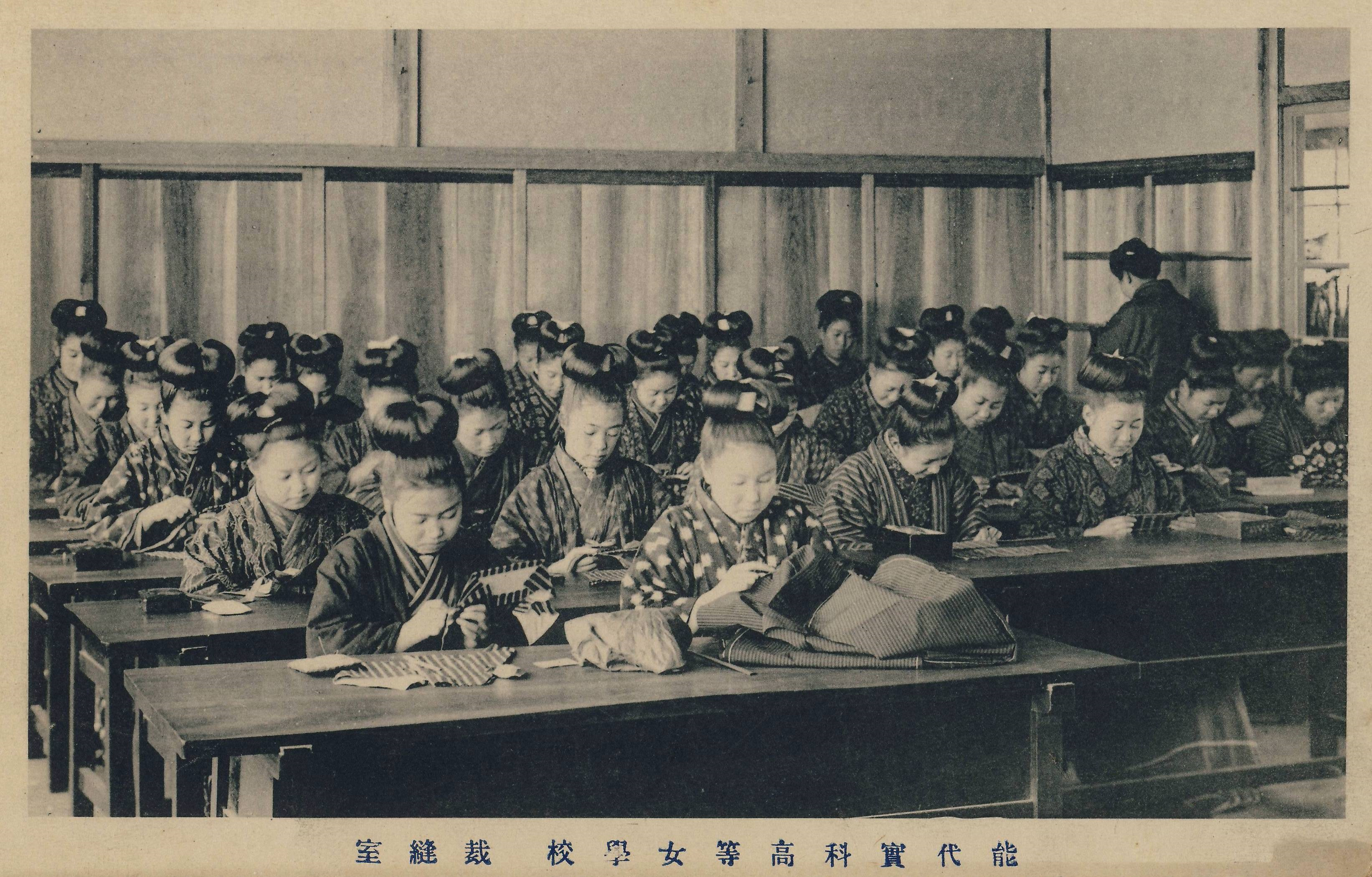
能代実科高等女学校（1916年）

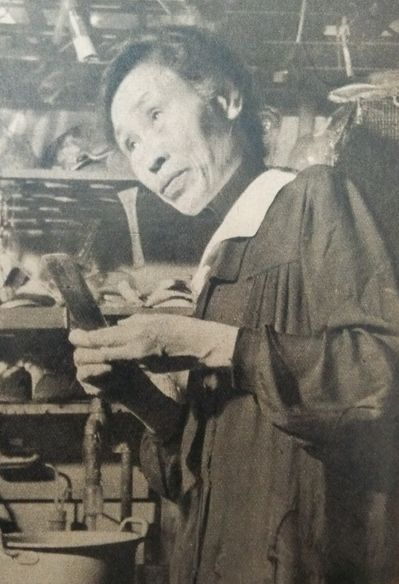
黒田チカ（東北帝大卒、日本初の女性化学者）

国民皆学を目指した1872年（明治5年）の学制には、女児小学校もあり、尋常小学校の教科のほかに手芸も教えた。1869年のジョン・スチュアート・ミル『Subjection Of Woman』（邦訳では婦人の隷属、婦人解放など）がイギリスで出版され、西欧で婦人解放運動が叫ばれ始め、日本でも1874年（明治7年）には森有礼が女性の地位向上を謳う「妻妾論」の連載を始めた。
女子の高等教育は教員養成から始められた。1874年（明治7年）に女子師範学校が設立される。女子中等教育制度が確立されると、師範学校令（1886年）により初等学校の教員を養成する女子師範学校と、高等女学校令（1899年）により普通教育および実践教育を実施する高等女学校によって担われた。
高等女学校令の実施以降、特にキリスト教宣教師、私学人による女子教育が振興され、科学、技術、地歴教育、習字、手芸、家政、体錬も加わったが、その基本とされた理念は良妻賢母であった。
女子児童の就学率はなかなか上がらず、1893年の「女子教育ニ関スル件」（文部省訓令第8号）によると、学齢児童のうち修学者は50%強であり、女子に至っては15%しかなく、女児の就学率向上のために、保護者にもっと就学を働きかけ、地方の情況によっては女子のための実用的教科として裁縫を加えることを推奨した。
明治30年代になると、日本女子大学校などの私立の女子高等教育機関が設けられ、1903年（明治36年）専門学校令が施行される。私学はいずれも旧制女子専門学校であり、女子は大学教育から疎外されていた。その後、大正年間には女子の高等教育振興の声も大きかったが、これについて「昔は男を立てるために女子への就学限度があった。これは一般男性の魅力を高めるために女子は大学では就学を認められなかった。」といった意見もある。
旧制大学には女子大学として設置されたものはなく、大学レベルの教育を受けるためには一般の大学に入学する必要があった。「女子教育刷新要綱」により、旧制大学が正式に女子学生を受け入れた1946年、東京大学では全入学者1026名中女子生徒は19名で全体の1.9%、京都大学では入学者1505名中17名で全体の1.1%だった。なお戦前の学制では、女子学生は大学の進学課程とされていた旧制高等学校に入学することができなかったため、女子学生が大学に進学するには女子高等師範学校、女子専門学校から進学（傍系入学）した。

#### 官立・公立学校の動き

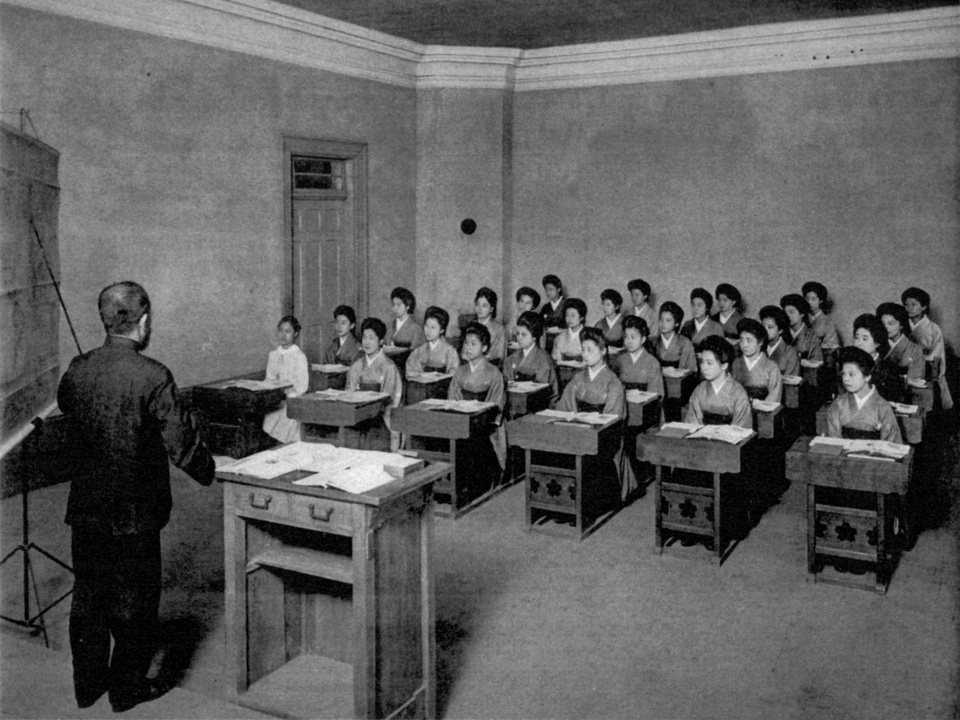
学習院女学部中学科第4年級北組の東洋歴史授業（1915年）

1872年には官立女子教育機関として東京女学校が新設されたが、西南戦争による経費削減のため1875年（明治8年）に廃止され、同年に田中不二麿の建白により、東京女子師範学校が開校された。1883年（明治15年）には同校の予科に替わって、高等普通科として付属高等女学校が設置され、1885年には学習院女子部が学習院から独立した。
1890年（明治23年）には女子高等師範学校が設置された。
また、1923年（大正12年）に福岡県女子専門学校が開校したのを皮切りに、各自治体（道府県や市）により公立女子専門学校が設置されていった。

#### ミッションスクールの動き
16世紀以来禁教令が敷かれていたが、開国が始まり、1858年（安政5年）の安政五カ国条約により、1859年（安政6年）に箱館・横浜・長崎が、1868年（慶応3年）に神戸が、1869年（明治元年）に新潟が開港した。これらの外国人居留地において、江戸幕府、明治政府は条約港での外国人の信仰の自由を認め、宣教師の来日を許可した。1873年（明治6年）の布告により禁教令は解かれ、キリスト教宣教師の来日やキリスト教徒による教育活動が可能となる。
富国強兵政策を唱える明治政府は女子教育の整備に消極的であり、男子のための中学校設立が優先され、女子のための中等教育機関は後回しにされた。良妻賢母の育成を求め、キリスト教教育を認めない国と、ミッション系の学校との間には常に軋轢があった。そこで日本における女子教育の先鞭を付けたのがキリスト教各派の宣教師たちだった。明治初期に創設された女子中等教育校で、ミッションスクールが日本人により設置された学校より多いのはこのためである。
1869年（明治2年）、アメリカの宣教師らが東京を視察し、ミッションスクール「カロザース塾」を開校、現在の女子学院中学校・高等学校の源流となる。
1870年（明治3年）、米国改革派教会が婦人伝道師メアリー・キダーを派遣しフェリス女学院を創設する。
1871年（明治4年）には、1861年から横浜に滞在していたジェームズ・H・バラの要請に応え、米国婦人一致外国伝道協会 (WUMS) のメアリー・プラインらにより〈ドリーマス・スクール〉が設立される（現：横浜共立学園中学校・高等学校）。
カトリック教会のローマ教皇庁は、日本の鎖国期を通じて日本への再宣教の方策を模索していた。19世紀半ばの開国の兆しに伴い、パリ外国宣教会に日本への宣教師派遣を依頼した。
1872年（明治5年）にはサンモール修道会（現：幼きイエス会）のシスターがフランスから来日し、1875年（明治8年）築地明石町に語学学校（現：雙葉中学校・高等学校）を設立している。
1873年（明治6年）、アメリカン・ボードから派遣された女性宣教師イライザ・タルカットとジュリア・ダッドレーが神戸の宣教師団の支援の元に私塾を開校（現：神戸女学院中学部・高等学部）。
1874年（明治7年）、アメリカ・メソジスト教会牧師、M・Cハリスメリマン・ハリス夫妻により、函館市に日々学校 (Day School) が設立される（現：遺愛女子中学校・高等学校）。
1875年（明治8年）、米国聖公会宣教師エレン・エディが、大阪市川口居留地に「エディの学校」設立（現：平安女学院中学校・高等学校（京都市上京区））。
1875年に正式な孤児院として認可された「仁慈堂」を基に1900年（明治33年）、横浜山手88番に一般の子女を対象にした横浜紅蘭女学校が開校した（現：横浜雙葉中学校・高等学校）。
1877年、米国聖公会の宣教師チャニング・ウィリアムズとその協力者であるクレメント・T・ブランシェ長老により東京都文京区湯島に「立教女学校」が設立される。
1877年（明治10年）、フランスから来日したショファイユの幼きイエズス修道会の修道女4名が神戸で孤児養育を開始し、1884年（明治17年）、川口居留地に信愛女学校を創設する。
1878年（明治11年）、函館にシャルトル聖パウロ修道女会フランス人修道女3名が来日し、1881年（明治14年）に東京神田猿楽町に学校を設立。これが現在の白百合学園である。
1879年（明治12年）、イングランド国教会の宣教組織、東洋女子教育協会 (FES) からの女性宣教師ミス・メアリー・J・オクスラドが大阪川口居留地4番に永生女学校を開校（現：プール学院中学校・高等学校（大阪市生野区））。
1879年（明治12年）、米国メソジスト監督教会婦人外国伝道協会の宣教師エリザベス・ラッセルが長崎市東山手16番館に「女学校」（当初の正式な校名は不明）を開校（現：活水中学校・高等学校）。
1880年（明治13年）、ハリエット・ブリテンにより横浜山手48番に「ブリテン女学校」が設立される（現：青山学院横浜英和中学高等学校）。
1884年（明治17年）、カナダ・メソジスト教会（現在のカナダ合同教会）婦人伝道会社から派遣された宣教師ミス・カートメルにより麻布鳥居坂に東洋英和女学校が設立される。
1884年（明治17年）、米国カンバーランド長老教会外国宣教局により、大阪川口居留地にウヰルミナ女学校が開校した（現：大阪女学院中学校・高等学校（大阪市中央区））。
なお、男子の最初のミッションスクールは、1871年、チャニング・ウィリアムズ主教が築地居留地に開校した私塾である（現：学校法人立教学院）。次いで創設されたのは、1878年にジュリアス・ソーパーが築地1丁目に設立した男子校「耕教学舎」である（現：学校法人青山学院）。
キリシタン時代の日本において活躍したイエズス会は、「日本にカトリック高等教育機関を」という教皇庁の求めによって明治の終わりになって来日し、1913年（大正2年）に上智大学を開いている。

#### 日本人による私学の動き

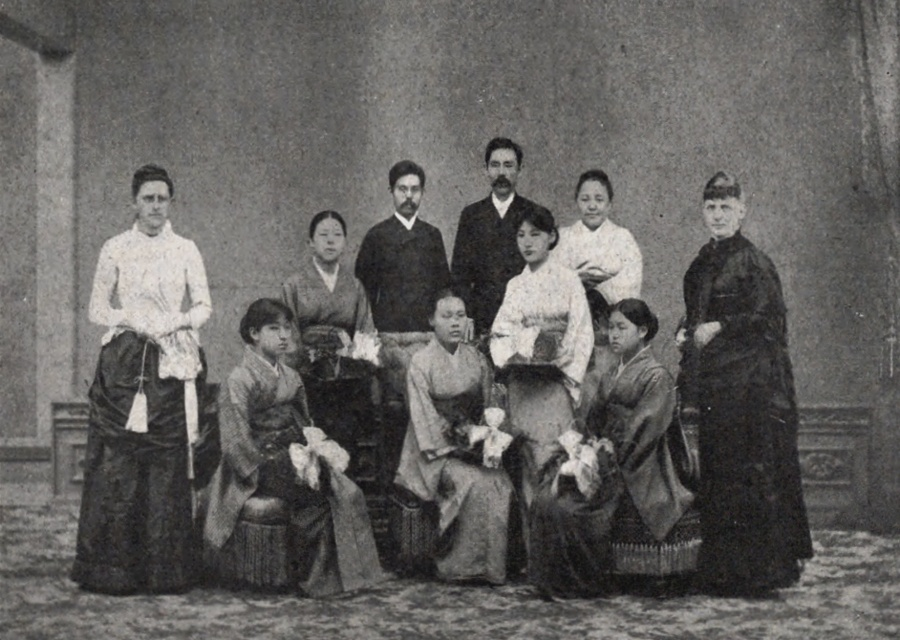
同志社女子部卒業式記念撮影（後列右から新島八重、新島襄、浮田和民）

日本人による女子の中等教育は明治初期は私塾的な学校が主体となっていた。日本人による私立女子でこの時期最も古いのとしては跡見花蹊によって設立された私立跡見学校（1875年）が挙げられる。
1899年の高等女学校令の実施前から、政治家や実業家などの先覚者が女性のための私学を興す動きが始まる。自立した女性を育てるために、1886年（明治19年）共立女子職業学校、1888年（明治21年）東京女学館、西本願寺派により相愛女学校、1908年（明治41年）大妻コタカによる私塾（現：大妻中学校・高等学校）が開校した。
東京女学館の前身となる女子教育奨励会は、1887年（明治20年）に渋沢栄一や伊藤博文らが発起人となって設立した。欧米の貴婦人と対峙できる日本女性の育成を目指し、女性の社会参加と国際化の教育を推進した。
その後、下田歌子によって設立された実践女学校・女子工芸学校（1899年）、戸板関子によって設立された戸板裁縫学校（1902年）・三田高等女学校（1916年）がある（現：三田国際学園中学校・高等学校）。
高等教育においては、1903年（明治36年）専門学校令が施行され、私立女子でも高等教育を提供する学校が設置されるようになる。
成瀬仁蔵により1901年（明治34年）に日本女子大学校が設置されたのを皮切りに、横井玉子によって設立された私立女子美術学校（現：女子美術大学、1901年）、ミッション系の聖心女子学院専門学校（1910年）、東京女子大学（1918年）、鳩山春子によって設立された共立女子専門学校（1928年）、津田梅子によって設立された女子英学塾を前身とする津田英学塾（1933年）がある。
1912年（明治45年）には、医歯薬系の教育を目的とする東京女子医学専門学校（現：東京女子医科大学）が吉岡弥生により設置されたが、医歯薬系の女子専門学校は第二次世界大戦期になるまで長く私立の学校のみであった。
第一次世界大戦後（1918年）、女子教育に目を向ける者が現れるようになり、これが東京女子大学（1918年）、恵泉女学園（1929年）である。
1923年（大正12年）、関東大震災が発生。東京を中心に復興への願いを女子教育に込めた動きが現れた。これが川村学園、桜蔭学園である。
1929年（昭和4年）、明治大学が「法律、経済及商業等の学識を授くる」ことを目的とする専門部女子部を設置。同部からは中田正子・久米愛・三淵嘉子（日本初の女性弁護士3名）、石渡満子（日本初の女性裁判官）を始め、立石芳枝、渡辺美恵、野田愛子、寺沢光子、鍛冶千鶴子、松山千恵子らを輩出。
| 西 暦（ 和 暦 ）年 | 出来事 |
| ------------------ | --- |
| 1886年（明治19年） | 東京帝大設立 |
| 1897年（明治30年） | 京都帝大設立 |
| 1900年（明治33年） | 東京女子高等師範学校（現：お茶の水女子大学）設立 津田梅子により女子英学塾（現：津田塾大学）設立 |
| 1901年（明治34年） | 最初の旧制女子専門学校として日本女子大学校が開学 同志社女学校専門学部を設立 |
| 1907年（明治40年） | 東北帝大設立 |
| 1908年（明治41年） | 奈良女子高等師範学校（現：奈良女子大学）設立 |
| 1909年（明治42年） | 神戸女学院専門部（現：神戸女学院大学）設立 |
| 1911年（明治44年） | 九州帝大設立 |
| 1912年（明治45年） | 東京女子医学専門学校（現：東京女子医科大学）開学 |
| 1913年（大正2年）  | 東北帝国大学 3名（東京女高師2名、日本女子大学校1名）の女子学生が入学 官報で合格発表が行われた8月21日は後に女子大生の日となる。 |
| 1916年（大正5年）  | 聖心女子学院高等専門学校（現：聖心女子大学）開学 男子の旧制専門学校である東洋大学に女子学生が入学 |
| 1918年（大正7年）  | 北海道帝大農科大学 女子学生を全科目履修選科生として受け入れる 旧制専門学校として東京女子大学が開学 |
| 1919年（大正8年）  | 大学令施行。帝国大学以外の大学も認められるようになる 府立大阪医科大学を設置 |
| 1920年（大正9年）  | 東京帝大 女子聴講生を受け入れる 大学令による慶應義塾大、早稲田大、東京商大、明治大、法政大、中央大、日本大、國學院大、同志社大、愛知医大を設置 日本大学専門部に女子学生が入学 京都女子高等専門学校（現：京都女子大学）が開学 |
| 1921年（大正10年） | 早稲田大学 女子聴講生を受け入れる 同志社大学 女子学生を選科生として受け入れる |
| 1922年（大正11年） | 大学令による新潟医大、岡山医大、龍谷大、大谷大、熊本医大、専修大、立教大、立命館大、関西大、東洋協会大を設置 |
| 1923年（大正12年） | この年以降、東北帝国大学では継続的に女子学生が入学するようになる 同志社大学 女子学生が入学（4名） 関西大学 女子聴講生を受け入れる（北村兼子） 公立の女子専門学校として福岡県女子専門学校（現福岡女子大学）が開校。公立女子専門学校として昭和4年までに 大阪府 (1924)、宮城県 (1926)、京都府 (1927)、広島県 (1928)、長野県 (1929) が開校 |
| 1924年（大正13年） | 京城帝大設立 専門学校令による東洋大学、聴講生以外の女子学生の入学を禁ずる 早大・日大などの女子聴講生により女子学生連盟結成（翌年全国女子学生連盟に発展） |
| 1925年（大正14年） | 九州帝大法文学部 2名（奈良女高師1名、東京女子大1名）の女子学生が入学 明治大学 女子聴講生を受け入れる 帝国女子医学専門学校（現：東邦大学）が開学 |
| 1928年（昭和3年）  | 台北帝大設立 大学令による大阪商大（現：大阪市立大学）、東洋大、上智大を設置 龍谷大学 女子学生が入学 |
| 1929年（昭和4年）  | 大学令による東京工業大、大阪工業大（大阪帝大→現：大阪大学）、神戸商業大（現：神戸大学）、東京文理大（東京教育大学→現：筑波大学）、広島文理大（現：広島大学）を設置 東京文理大 女子学生が入学 広島文理大 女子学生が入学 明治大学専門部女子部（法科・商科）設置                                                                          |
| 1930年（昭和5年）  | 北海道帝大理学部 女子学生が入学（北海道帝大には昭和22年までに20人が入学） 同志社女学校専門学部を同志社女子専門学校に改組（現：同志社女子大学） |
| 1931年（昭和6年）  | 大阪帝大設立 東京工業大 女高師卒1名を依託学生として受け入れる |
| 1932年（昭和7年）  | 明治大学 女子学生が入学（女子部卒業生） 法政大学 女子聴講生を受け入れる 大学令による関西学院大学を設置 |
| 1933年（昭和8年）  | 東洋大学 女子学生が入学 |
| 1934年（昭和9年）  | 法政大学 女子学生が入学 |
| 1935年（昭和10年） | 大阪帝大 女子学生が入学 |
| 1938年（昭和13年） | 慶應義塾大学 女子聴講生を受け入れる |
| 1939年（昭和14年） | 名古屋帝大設立 早稲田大学 女子学生が入学（4名） |
| 1940年（昭和15年） | 明治大学 女子部以外の女高師・女専卒業生も受け入れる |
| 1943年（昭和18年） | 関西学院大学 女子学生が入学 |
| 1944年（昭和19年） | 名古屋帝大 女子学生が入学 |
| 1946年（昭和21年） | 東京帝大 女子学生が入学（19名） 京都帝大 女子学生が入学（17名） 慶應義塾大学 女子学生が入学 立教大学 女子学生が入学（4名） 中央大学 女子学生が入学（3名） 関西大学 女子学生が入学（1名） |

### 第二次大戦後
第二次大戦後、教育基本法と学校教育法が施行され、アメリカ教育使節団報告書が男女共学を打ち出し、公立学校の共学化が進んだ。公立高等学校においては、2019年現在、栃木県、埼玉県、群馬県で男女別学校が多くある他は、他のすべての都道府県で共学である。旧教育基本法の第五条（男女共学）「男女は、互に敬重し、協力し合わなければならないものであつて、教育上男女の共学は、認められなければならない。」は2006年12月22日の改正で、戦後十分に達成されたものとされ、削除された。
かつての旧制女子専門学校は新制大学に相当し、多くの女子校で系列の女子大学の設置が行われた。
一方、中等教育においては、戦後に新設され現在も女子校である学校は数少なく、例えば東京都では、聖ドミニコ学園中学校・高等学校、東京純心女子中学校・高等学校、白梅学園高等学校、白梅学園清修中高一貫部、フェリシア高等学校しかない。
このように、戦後の女子教育は、高等学校における職業専門の課程・短期大学・女子大学と、私学を中心として発展してきた。
良妻賢母教育の最たるものであった家庭科が男女共通科目になったのも、戦後間もない頃であった。
大伴茂は「日本天才児の心理学的研究」を発表した。この論文は1926年から1950年にかけて関西地方・中国地方を中心として知能指数 (IQ) 140以上の小中高校生を調査し、そこに掲載されているデータを読み取ると男女比では女子の方が少なく、低学年から高学年になるにつれてIQの高い女子が減少するような傾向が読み取れる。このことについて日本女子大学助教授（当時）の吉田正昭は私見として「『女の子だから』ということで、周囲も手加減し、本人も安きについてしまう従来の"女子"教育の思想が禍いしているためではあるまいか」と述べている。
日本国との平和条約（サンフランシスコ平和条約）と日本国とアメリカ合衆国との間の相互協力及び安全保障条約（日米安全保障条約）が締結された頃より、いわゆる逆コースの風潮が高まり、家庭科の女子のみ必修化推進、高等学校のクラス編成を男女別にするなどの動きが現れた。1959年（昭和34年）に文部省が発表した『わが国の高等教育』では「女子労働力に対する社会的要請が高まりつつあることも関連して、今後の女子の高等教育には、いろいろ検討すべき問題が含まれている。」と書かれたが、1960年代に女子の高等教育への進学率が上昇した際には「女子大生過剰論」が盛んに叫ばれ、文学部や薬学部が女子に多数派を占められている現況では学問的水準の低下は余儀なし、と非難する動きがあった。女子の大学生就職戦線からの締め出しもあった。ただし、当時の女子進学率（短期大学を含む）は22.5%（1964年度）で、ソビエト連邦の42%、フランスの41.5%、アメリカの38%と比較しても高い値ではなかった。この頃には中等教育段階でも技術家庭科において「男子は技術、女子は家庭」という方針が明確化され、女子高校では保育士（当時は保母）・看護師（当時は看護婦）不足を補うことを目標とした家庭科・看護科・保育科が新設され、「女子の特性」を強調するいわば男女差別の様相を呈するに至った。また、1965年（昭和40年）6月には、2歳の女児が交通事故で死亡し損害賠償を求めた裁判で、裁判所は「女子は25歳で結婚するものとされていることから、賠償すべき金額は、中学卒業から結婚するまでの10年に見込まれる利益分であるべき」という判決を下した。これは、結果的に女児への賠償は男児よりもはるかに安いものとなった。
しかし、1986年（昭和61年）4月1日に施行された「男女雇用機会均等法」とともに女性の社会進出が進み、女子教育のあり方も変化してきている。

### 今日における意義
今日では女子教育は歴史的使命を終えており、女子だけに門戸を開放した教育機関（女子高校、女子大学など）は男性差別的であるという意見も現れつつある。また女子校でも、少子化や長引く不況の煽りを受け、男女共学に移行する学校が増加している。
このような社会情勢の中でも女子校として女子教育を継続する学校では、それぞれ女子教育の必要性を訴えている。例えば、名古屋女子大学などを運営する学校法人越原学園は、創立者の越原春子が定めた学園訓「親切」に則り、変化する社会の中で女性としての見方・考え方を生かし、自己実現するために女子教育が必要であるとしている。愛徳学園小学校・愛徳学園中学校・高等学校を運営する学校法人愛徳学園は、「今だからこそ、女子教育」と銘打ち、女性として逞しく生きる人の育成に努めている。また明治期に設立された女子教育奨励会を21世紀版として再生した特定非営利活動法人女子教育奨励会 (JKSK) は、「停滞した日本には女性の活力が必要」であるとして、2001年（平成13年）に発足した。同会は東京女学館に事務所を置き、女性のリーダーシップの育成を目指している。